# One Piece: Stampede
One Piece: Stampede é um filme japonês de animação e aventura de 2019 dirigido por Takashi Otsuka e produzido pela Toei Animation. É o décimo quarto longa-metragem da série One Piece, baseado no manga de mesmo nome escrito e ilustrado por Eiichiro Oda, e comemora os 20 anos do anime.  Teve sua estreia mundial no Osaka Station City Cinema em Osaka em 1º de agosto de 2019, e posteriormente lançado no Japão em 9 de agosto de 2019.

## Ver Também
- One Piece